# Српска-Црня
Српска-Црня (серб. Српска Црња, Srpska Crnja, венг. Szerbcsernye) — населённый пункт в общине Нова Црня автономного края Воеводина, Сербия.

## История
Первое упоминание о Српской Црне датировано 1373 годом.

## Население
По данным переписи 2011 года, население составляло 3753 человека смешанного этнического состава, в том числе сербы (83,77 %), цыгане, венгры и пр. По переписи 2022 года, население составляло 3047 человек.

## Известные люди
- Джура Якшич, сербский поэт, писатель и художник.
- Райко Алексич, футболист.

## Галерея

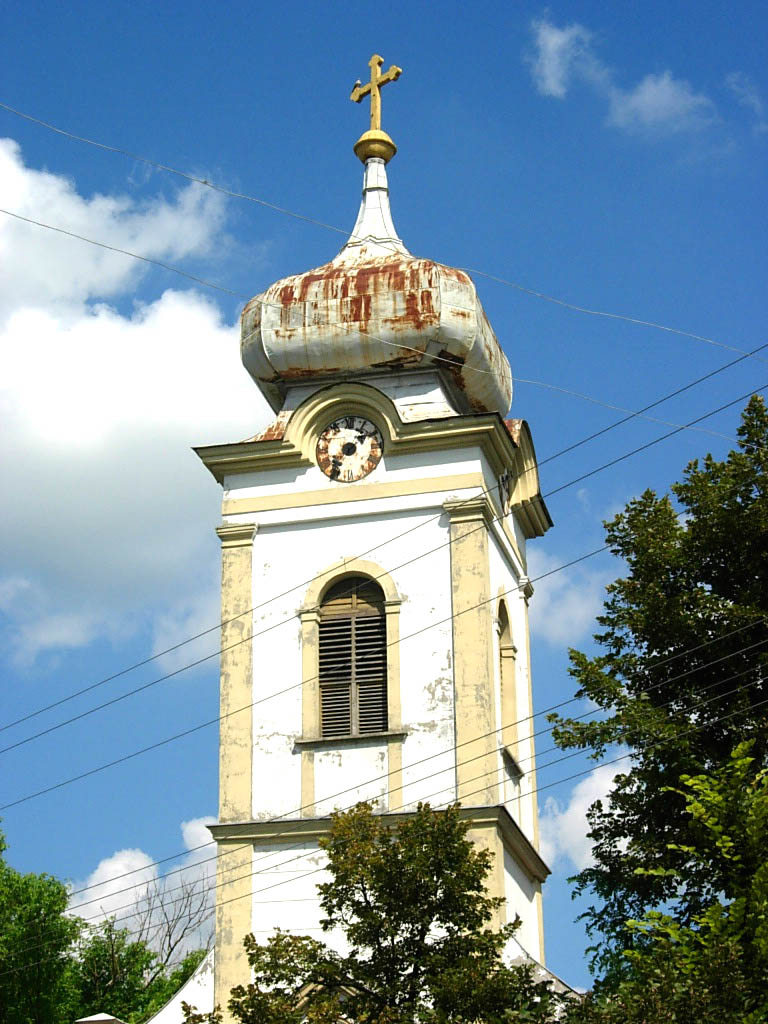
Православная церковь
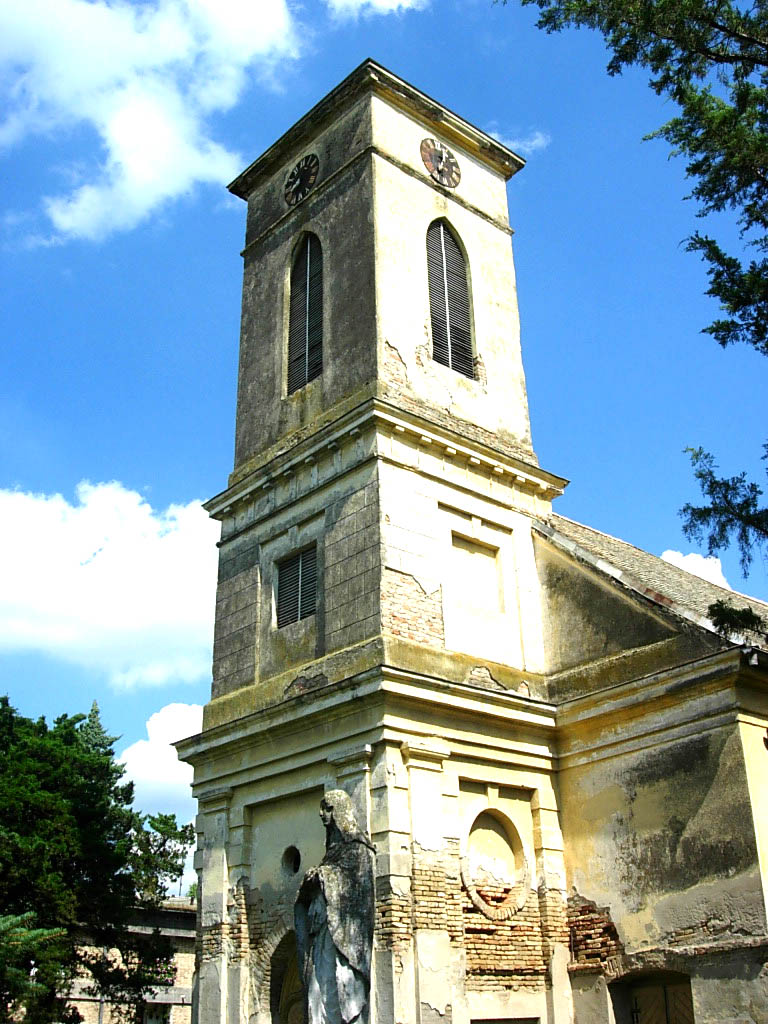
Католическая церковь